# Dix compagnons de Mahomet
 (février 2022).
Si vous disposez d'ouvrages ou d'articles de référence ou si vous connaissez des sites web de qualité traitant du thème abordé ici, merci de compléter l'article en donnant les références utiles à sa vérifiabilité et en les liant à la section « Notes et références ».
Les dix compagnons promis au paradis (arabe : العشرة المبشّرون بالجنة, al-'Ašara al-Mubaššarûn bi-l-Janna, littéralement«  les dix qui sont réjouis par la bonne nouvelle du Paradis ») est une expression utilisée dans l'islam pour désigner dix sahaba (compagnons) auxquels Mahomet aurait promis le paradis. L'expression est absente des recueils canoniques de hadiths et n'apparaît qu'a posteriori. La liste de ces dix personnes varie selon les auteurs. Ainsi par exemple, pour Abū Dāwūd et Ahmad ibn Hanbal, la liste inclut Mahomet lui-même, mais pas celle d'al-Tirmidhī. Ce hadith s'inscrit dans la volonté de l'islam sunnite de « valider »  les compagnons de Mahomet, « dont la plupart étaient dénigrés, voire maudits, par les courants antisunnites »[réf. nécessaire].
Les voici, dans l'ordre rapporté dans le hadith d'al-Tirmidhī :
| Noms                       | Noms arabes         | Naissance av. H. | Mort ap.H. | Naissance apr. J.-C. | Mort apr. J.-C. |
| Abou Bakr As-Siddiq        | أبو بكر الصدّيق      | 51               | 13         | 573                  | 634             |
| `Omar ibn al-Khattâb       | عمر بن الخطّاب       | 40               | 23         | 584                  | 644             |
| `Othmân ibn `Affân         | عثمان بن عفّان       | 47               | 35         | 577                  | 656             |
| Ali ibn Abi Talib          | علي بن أﺑﻲ طالب     | 23               | 40         | 600                  | 661             |
| Talha ibn `Ubayd Allah     | طلحة بن عبيد الله   | 28               | 36         | 596                  | 656             |
| Zubayr ibn al-`Awwam       | الزبير بن العوّام    | 28               | 36         | 596                  | 656             |
| `Abd ar-Rahmân ibn `Awf    | عبد الرحمن بن عوف   | 43               | 31         | 580                  | 654             |
| Sa`d ibn Abi Waqqas        | سعد بن أبي وقّاص     | 23               | 55         | 600                  | 675             |
| Abu `Ubayda ibn al-Djarrah | أبو عبيدة بن الجراح | 40               | 18         | 584                  | 639             |
| Sa`id ibn Zayd             | سعيد بن زيد         | ?                | 51         | ?                    | 672             |

Les quatre premiers cités sont aussi communément appelés par les sunnites les rachidoune, « les califes bien guidés ».